# Xiang Liang
Xiang Liang (chiń. upr. 项梁; chiń. trad. 項梁; pinyin Xiàng Liáng; Wade-Giles Hsiang Liang; zm. 208 p.n.e.) – jeden z przywódców rebelii przeciwko dynastii Qin w latach 209–208 p.n.e.

## Życiorys
Xiang Liang pochodził z Xiaxiangu (dzis. Suqian) i był synem Xiang Yana, generała królestwa Chu, który zginął w walce z Qin. Według "Zapisków historyka" członkowie rodu Xiang z pokolenia na pokolenie byli generałami w służbie króla Chu.

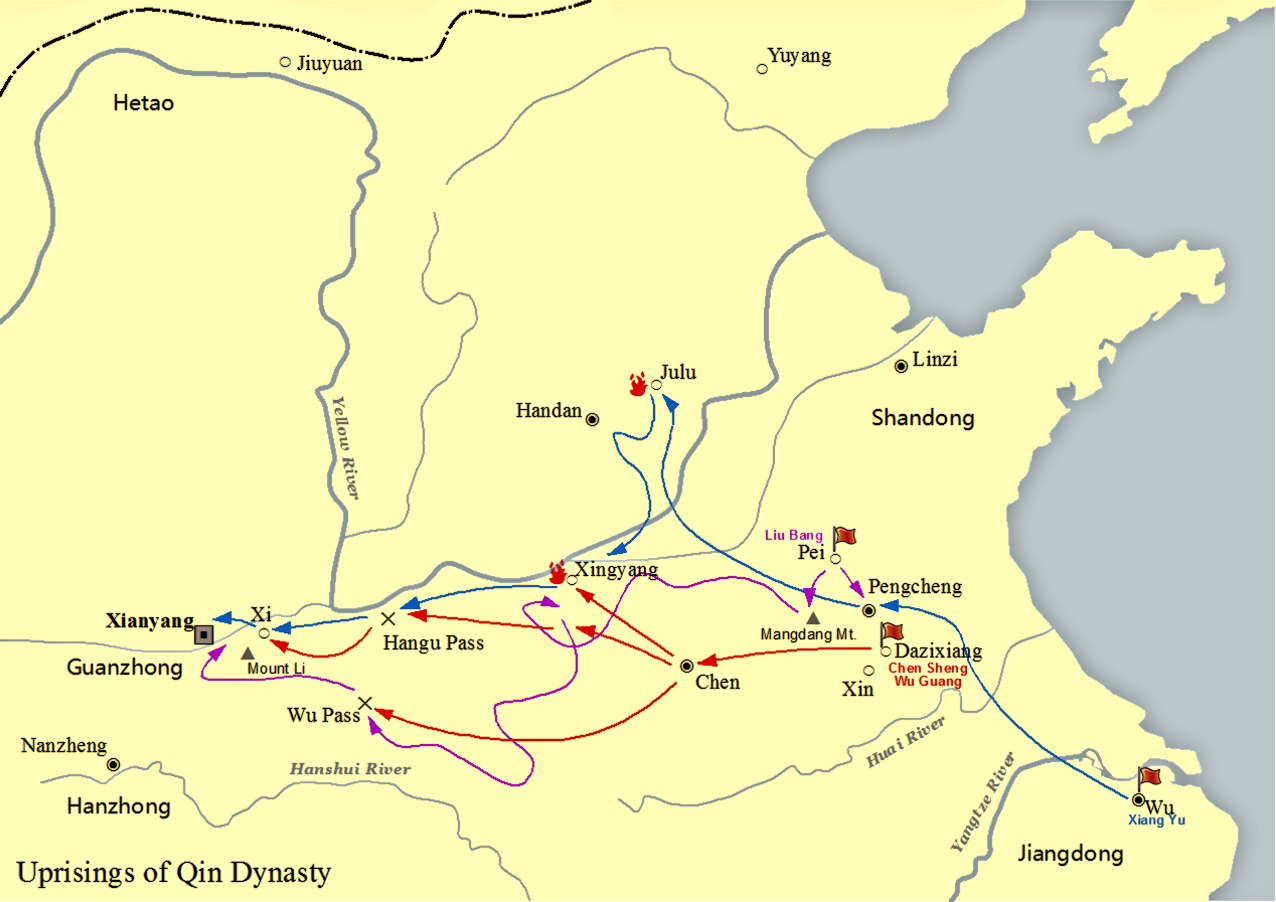
Powstanie przeciw dynastii Qin

Xiang Liang zabił urzędnika dynastii Qin i uciekł wraz ze swoim bratankiem Xiang Yu do regionu dolnej Jangcy. Kiedy w 209 p.n.e. Chen Sheng wzniecił bunt przeciwko Qin Xiang Liang wraz z Xiang Yu zabili namiestnika (shou, 守) komanderii Kuiji (dzis. Shaoxing) i Xiang Liang sam ogłosił się namiestnikiem, po czym zmobilizował 8000 ludzi. Jako pochodzącemu ze znamienitego rodu wkrótce Xiang Liangowi podporządkowały się także oddziały innych buntowników, Chen Yinga, Ying Bu i Pu, tak że według „Zapisków historyka” jego siły miały osiągnąć liczbę 60 tysięcy ludzi. Xiang Liang występował wówczas w imieniu Chen Shenga, jako naczelny doradca (chiń. 上柱國; pinyin shàng zhù guó; dosł. „Najstarsza Podpora Państwa”) odtworzonego królestwa Chu, jednak nie jest pewne czy rzeczywiście otrzymał od niego ten tytuł. W tym czasie rebelianci nie mieli żadnej wiadomości od Chen Shenga, który zaginął po klęsce zadanej mu przez Qin, i jeden z przywódców lokalnego powstania, Qin Jia, obwołał królem Chu należącego do jego dawnego rodu panującego Jing Ju. Xiang Liang uznał to za niedopuszczalne wystąpienie przeciwko Chen Shengowi i pokonał oraz zabił Qin Jia. Jing Ju także wkrótce zmarł. W tym czasie do Xiang Lianga przyłączył się także Liu Bang. Dowódcy Xiang Lianga, Zhu Jishi i Yu Fanjun zostali jednak pokonani przez generała Qin Zhang Hana.
Kiedy Xiang Liang uzyskał pewność co do tego że Chen Sheng zginął zwołał spotkanie wyższych oficerów i postanowiono ogłosić królem Chu Mi Xiongxina (209–206 p.n.e.), wnuka króla Huaia (328–299 p.n.e.), któremu nadano imię jego dziadka. Sam Xiang Liang przyjął tytuł księcia Wuxin (Wuxin jun, 武信君, tj. walecznego i godnego zaufania). Następnie udało mu się pokonać armię Qin pod Donga (w prowincji Szantung) i ponownie pod Dingtao (w pobliżu dzis. Heze). Ośmielony przez te sukcesy Xiang Liang zaczął lekceważyć przeciwnika i w kolejnej bitwie pod Dingtao Zhang Han pokonał go i zabił.